# 高等学務局
高等学務局（こうとうがくむきょく）は、戦前期の文部省の内部部局の一つ。

## 概要
1897年（明治30年）11月1日、専門学務局が高等学務局と実業学務局に分割され設置されたが、翌年の1898年（明治31年）11月1日には専門学務局に再統合され、わずか1年足らずで廃局となった。
局内には第一課・第二課が置かれ、大学・高校などの各種学校や天文台・気象台・学士会員・外国人に関する業務を管掌した。

## 歴代局長
文部省高等学務局長
- （兼）菊池大麓：1897年10月9日 - 1897年11月12日
- （事務取扱）菊池大麓：1897年11月17日 - 1898年1月18日
- （兼）松井直吉：1898年1月18日 - 1898年8月24日
- （兼）高田早苗：1898年8月24日 - 1898年10月31日（専門学務局に再統合され廃局）